# جذع ودي
الجِذْعُ الوُدِّيّ Sympathetic trunk هو حزمة مزدوجه من الألياف العصبية والتي تمتد من قاعدة الجمجمة حتى العصعص.

## التركيب
يقع الجذع الودي بجانب أجسام الفقرات مباشرة بطول العمود الفقري بأكمله. يتصل بالفروع الأمامية للأعصاب الشوكية عن طريق الفروع الموصلة. يسمح الجذع الودي للألياف ماقبل ال للجهاز العصبي الودي بالصعود لمستويات أعلى من الفقرة الصدرية الأولى وبالهبوط لمستويات دون الفقرات القطنية الثانية والثالثة.
على طول الجذع الودي تقع العُقد الودية والتي تسمى أيضاً بالعقد المجاورة للفقرات.

## الوظيفة
الجذع الودي هو جزء أساسي من الجهاز العصبي الودي والذي هو جزء من الجهاز العصبي الذاتي حيث يسمح للألياف العصبية بالوصول للأعصاب الشوكية الموجودة أعلى وأسفل لتلك التي نشأو منها. بالإضافة لذلك، عدد من الأعصاب مثل:الأَعْصابُ الحَشَوِيَّة تنشأ مباشرة من الجذع الودي.
| Organ              | Nerves                                                                      | عمود فقري origin                                          |
| ------------------ | --------------------------------------------------------------------------- | --------------------------------------------------------- |
| المعدة             | - PS: جذع مبهمي أمامي and جذع مبهمي خلفيs - S: greater splanchnic nerves    | T6، T7، T8، T9, sometimes T10                             |
| الإثنا عشر         | - PS: العصب الحائر - S: العصب الحشوي الأعظم                                 | T5، T6، T7، T8، T9, sometimes T10                         |
| رأس البنكرياس      | - PS: العصب الحائر - S: الأعصاب الحشوية الصدرية                             | T8، T9                                                    |
| الصائم واللفائفي   | - PS: جذع مبهمي خلفيs - S: greater splanchnic nerves                        | T5، T6، T7، T8، T9                                        |
| الأمعاء الغليظة    | - PS: عصب مبهمs and pelvic splanchnic nerves - S: greater splanchnic nerves | - T10، T11، T12 (أمعاء غليظة) - L1، L2، L3, (أمعاء غليظة) |
| الطحال             | - S: greater splanchnic nerves                                              | T6، T7، T8                                                |
| الزائدة الدودية    | - nerves to الضفيرة المساريقية العلوية                                      | T10                                                       |
| المرارة and الكبد  | - PS: العصب الحائر - S: الضفيرة البَطْنِيَّة - العصب الحجابي الأيمن              | T6، T7، T8، T9                                            |
| الكليتان والحالبان | - PS: العصب الحائر - S:                                                     | T11، T12                                                  |

## صور إضافية

The formation of the spinal nerve from the dorsal and ventral roots.
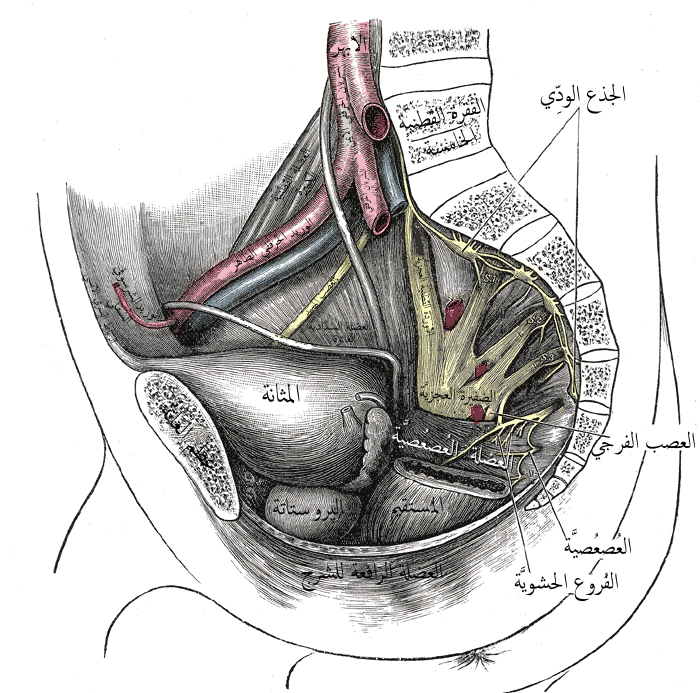
Dissection of side wall of pelvis showing sacral and pudendal plexuses.
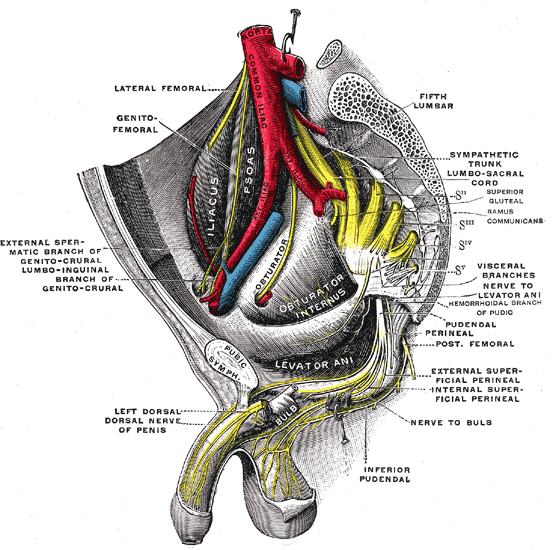
Sacral plexus of the right side.
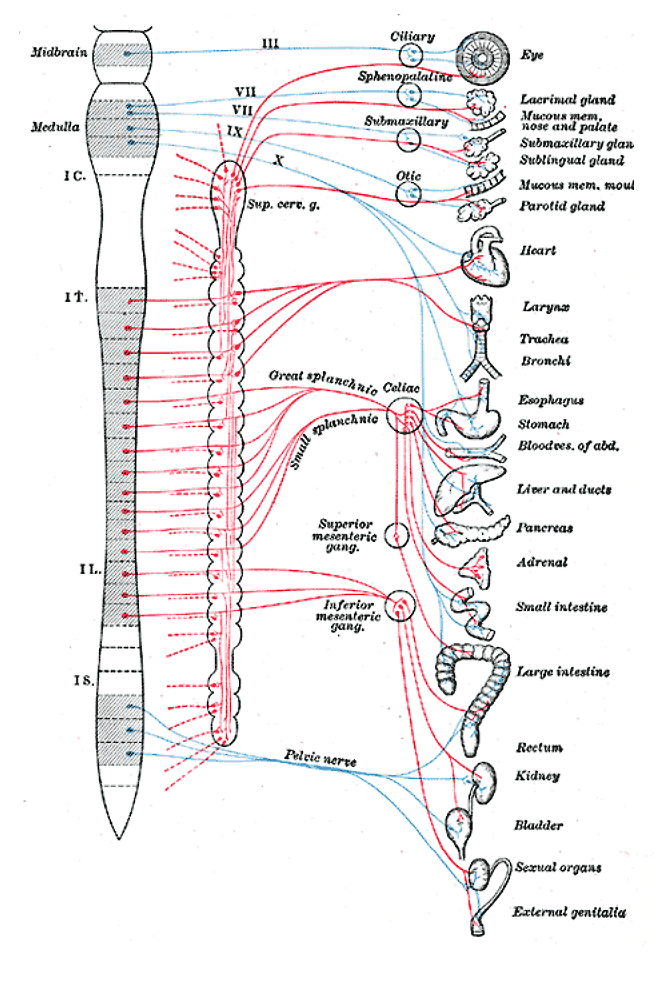
Diagram of efferent sympathetic nervous system.
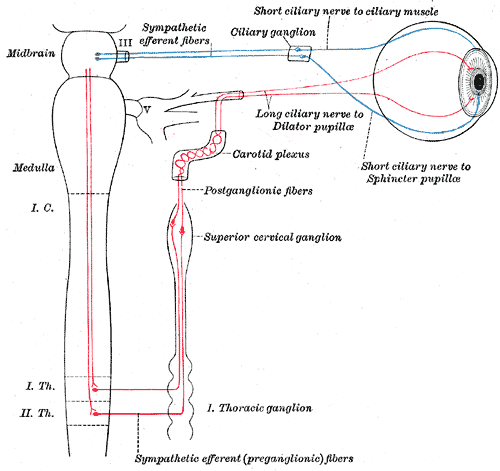
Sympathetic connections of the ciliary and superior cervical ganglia.
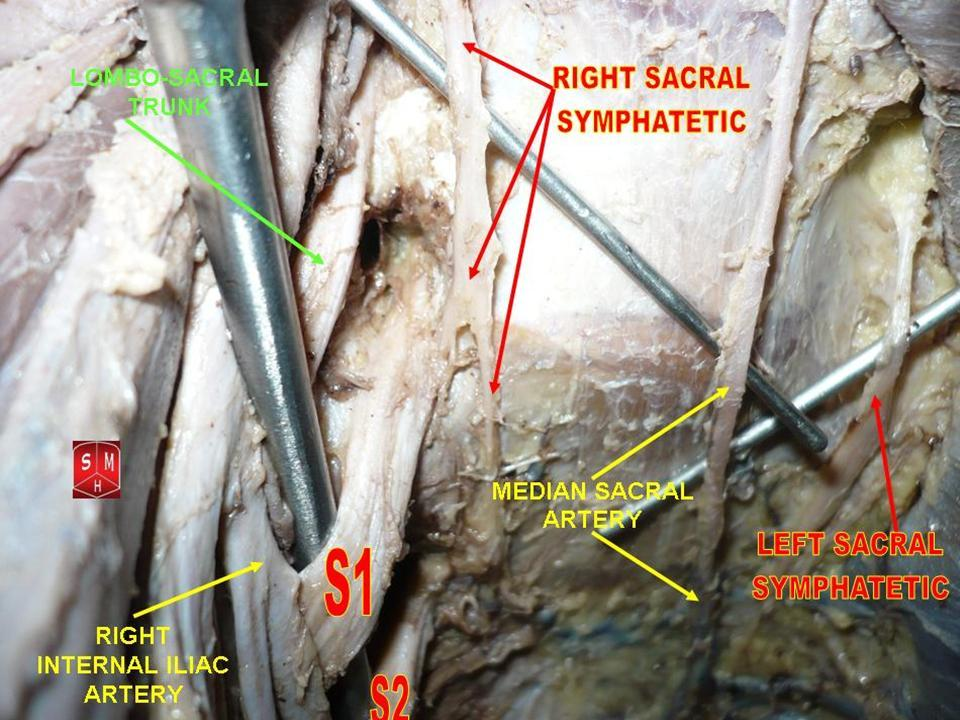
Sacral sympathetic